# Polydesmus stummeri
Polydesmus stummeri är en mångfotingart som beskrevs av Carl Graf Attems. Polydesmus stummeri ingår i släktet Polydesmus och familjen plattdubbelfotingar. Inga underarter finns listade i Catalogue of Life.